# Палома (Калужская область)
Палома — деревня в Людиновском районе Калужской области. Входит в состав Сельского поселения «Деревня Игнатовка».

## Географическое положение
Расположено примерно в 6 км к североу от деревни Игнатовка.

## Население
На 2010 год население составляло 5 человек.